# Achaltsiche (stad)
Achaltsiche (Georgisch: ახალციხე; Armeens: Ախալցխա, Achaltscha, vertaalt als 'Nieuwe Burcht') is een stad in het zuidwesten van Georgië met 17.287 inwoners (2024). Het is het bestuurlijk centrum van de gelijknamige gemeente en is de hoofdstad van de regio Samtsche-Dzjavacheti. In de oude stad, Rabati, bevindt zich de middeleeuwse vesting die Achaltische domineert. De gefortificeerde stad werd in de periode 2010-12 grondig gerestaureerd en is sindsdien een toeristische bestemming.
Achaktsiche is gesitueerd aan de Potschovi die buiten de stad in de Mtkvari uitmondt en ligt hemelsbreed 150 kilometer ten westen van hoofdstad Tbilisi en 15 kilometer van de grensovergang met Turkije. De stad is een van de centra van de Armeense minderheid in Georgië. 

## Geschiedenis
Achaltsiche werd voor het eerst vermeld in 12e-eeuwse kronieken. In de 12e en 13e eeuw was het de zetel van de Achaltsitsjeli's, de heersers van het middeleeuwse vorstendom Samtsche (Samtsche-Saatabago, of ook wel Mescheti). Van de 13e tot de 17e eeuw werd Samtsche geregeerd door de feodale familie van de Dzjakeli's.

### Safawieden en Ottomanen
In de 15e eeuw werd Samtsche onafhankelijk van het Koninkrijk Georgië, maar in de 16e eeuw werd het door zowel het Ottomaanse Rijk als Safavidisch Perzië bevochten, met name in de omgeving van Achaltsiche en Adigeni. Na de Vrede van Amasya in 1555 kwam Achaltsiche in Perzisch gecontroleerd gebied te liggen, niet ver van de bestandslijn met het Ottomaanse Rijk. Niet lang daarna, in 1579, kwam Achaltsiche alsnog onder Ottomaanse controle, en werd het onderdeel van het Eyalet van Çıldır (of ook Pasjalik Achaltsiche).

### Russisch gezag

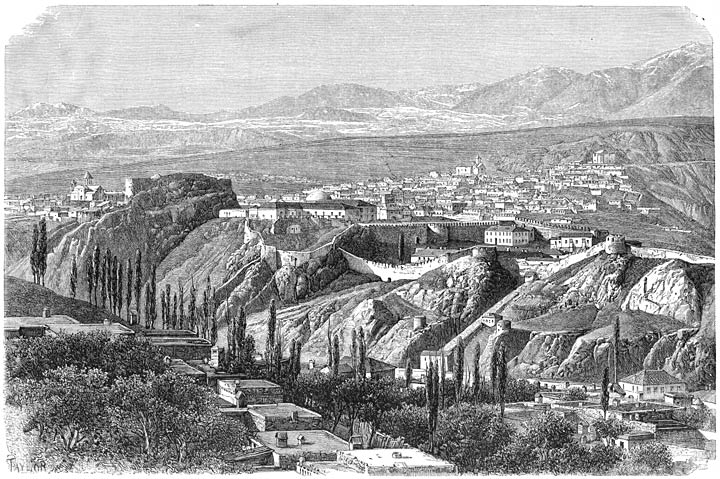
Achaltsiche in 19e eeuw

In de 18e eeuw werd Achaltsiche wederom betwist toen het Georgische Koninkrijk Kartli-Kachetië zich los probeerde te maken van zowel de Perzen als de Turken. Dit liep met Russische steun uit op een mislukking bij Aspindza, waardoor Achaltsiche onder Turks gezag bleef. Gedurende de eerste fase van de Russische annexatie van Georgische gebieden in het begin van de 19e eeuw lag Achaltsiche nog in het Ottomaanse Rijk.
De stad werd onder leiding van Ivan Paskevitsj door tsaristisch Rusland veroverd tijdens de Russisch-Turkse Oorlog (1828-1829). Het Verdrag van Adrianopel regelde dat Achaltsiche en omgeving onder Russisch gezag kwamen te staan. Armeniërs die in Ottomaans gecontroleerde gebieden woonden, steunden tijdens deze oorlog de Russen die zij als bevrijders zagen. Na de oorlog zagen zij zich genoodzaakt naar Russisch gecontroleerde gebieden te vluchten, waaronder naar Achaltsiche.

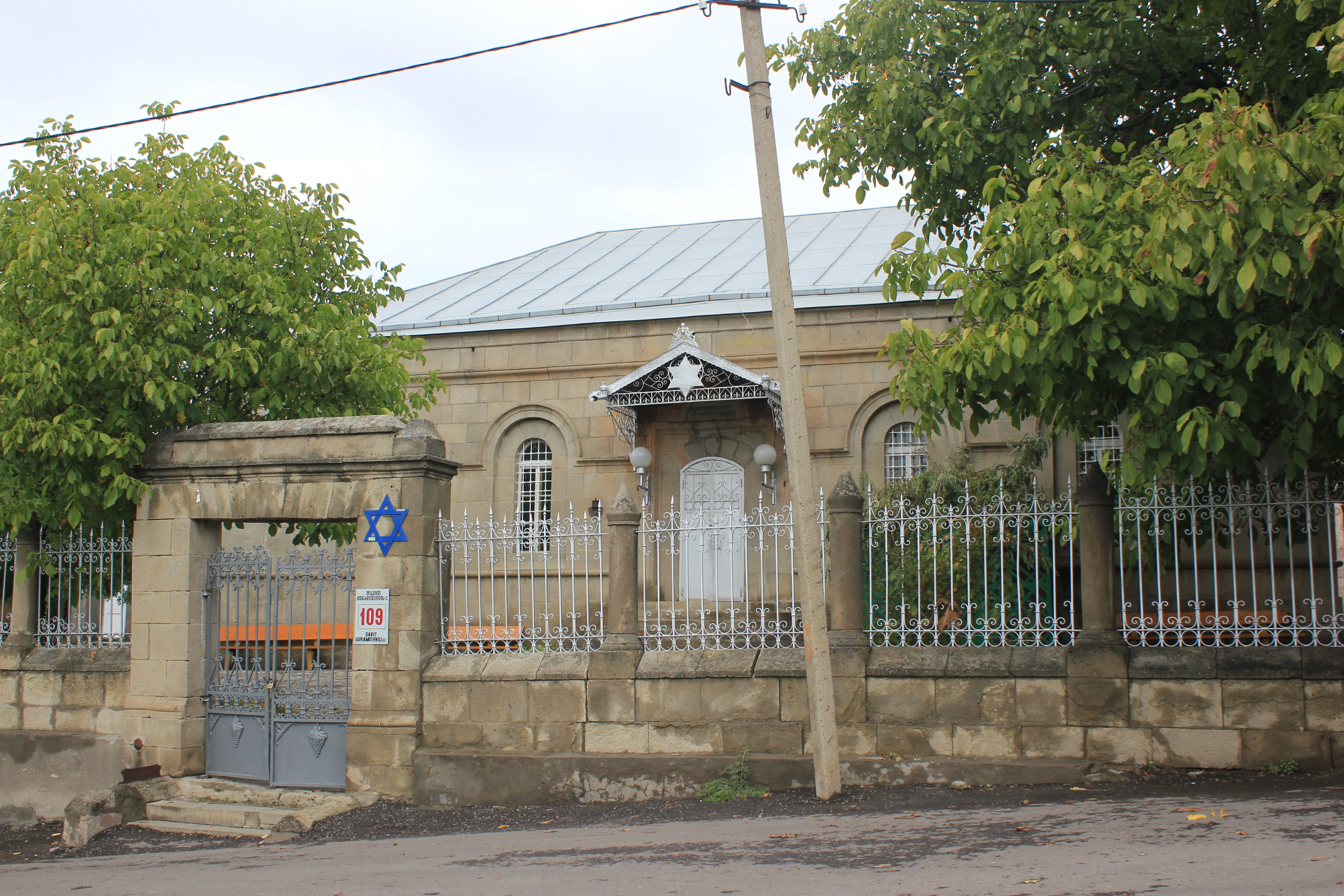
Synagoge uit 1863

De stad werd vervolgens vanaf 1829 opnieuw opgebouwd en werd in 1840 het centrum van het oejezd Achaltsiche, dat korte tijd deel uitmaakte van het gouvernement Georgië-Imeretië. In datzelfde jaar kreeg Achaltsiche opnieuw stadsrechten. In 1846 werd Achaltsiche bij het nieuw opgerichte gouvernement Koetais ingedeeld, om vervolgens in 1867 bij het gouvernement Tiflis ingedeeld te worden. Na de Sovjet verovering van de Democratische Republiek Georgië in 1921 en de bestuurlijke hervorming in 1930 werd Achaltsiche het bestuurlijk centrum van het gelijknamige district.

### In onafhankelijk Georgië
In 1995 werd Achaltische hoofdstad van de regio Samtsche-Dzjavacheti. Tussen 2014 en 2017 was de stad Achaltsiche een aparte bestuurlijke eenheid, een zogeheten "stad met zelfbestuur", naast de rest van de gemeente. In 2017 werd dat net als bij zes andere steden teruggedraaid omdat deze constructie te duur en inefficiënt bleek.

## Demografie
Begin 2024 had Achaltsiche 17.287 inwoners, een daling van ruim 3% ten opzichte van de volkstelling in 2014. De bevolking van Achaltsiche bestond volgens de volkstelling van 2014 uit met name Georgiërs (72%) en Armeniërs (27%). Verder woonden er enkele tientallen Russen, Azerbeidzjanen, Pontische Grieken, Osseten, Oekraïners en Joden.
| Aantal                                                            | 15.357 | 10.153 | 12.328 | 12.180 | 16.868 | 18.972 | 19.742 | 24.570 | 18.452 | 17.903 | 16.943 | 17.287 |
| Verantwoording data: Bevolkingsstatistiek Georgië 1897 tot heden. |        |        |        |        |        |        |        |        |        |        |        |        |

## Bezienswaardigheden

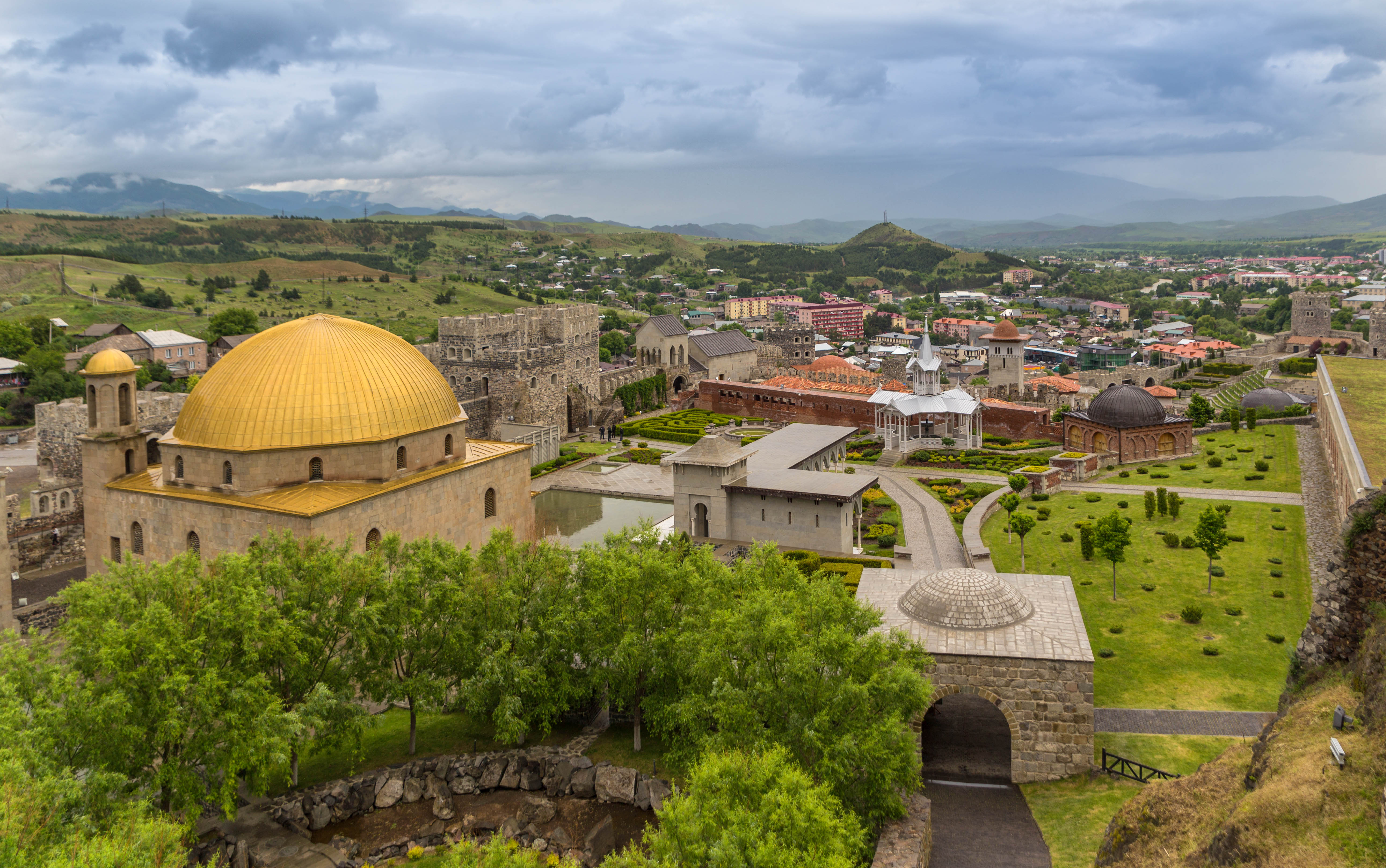
Uitzicht op de Rabati-burcht.

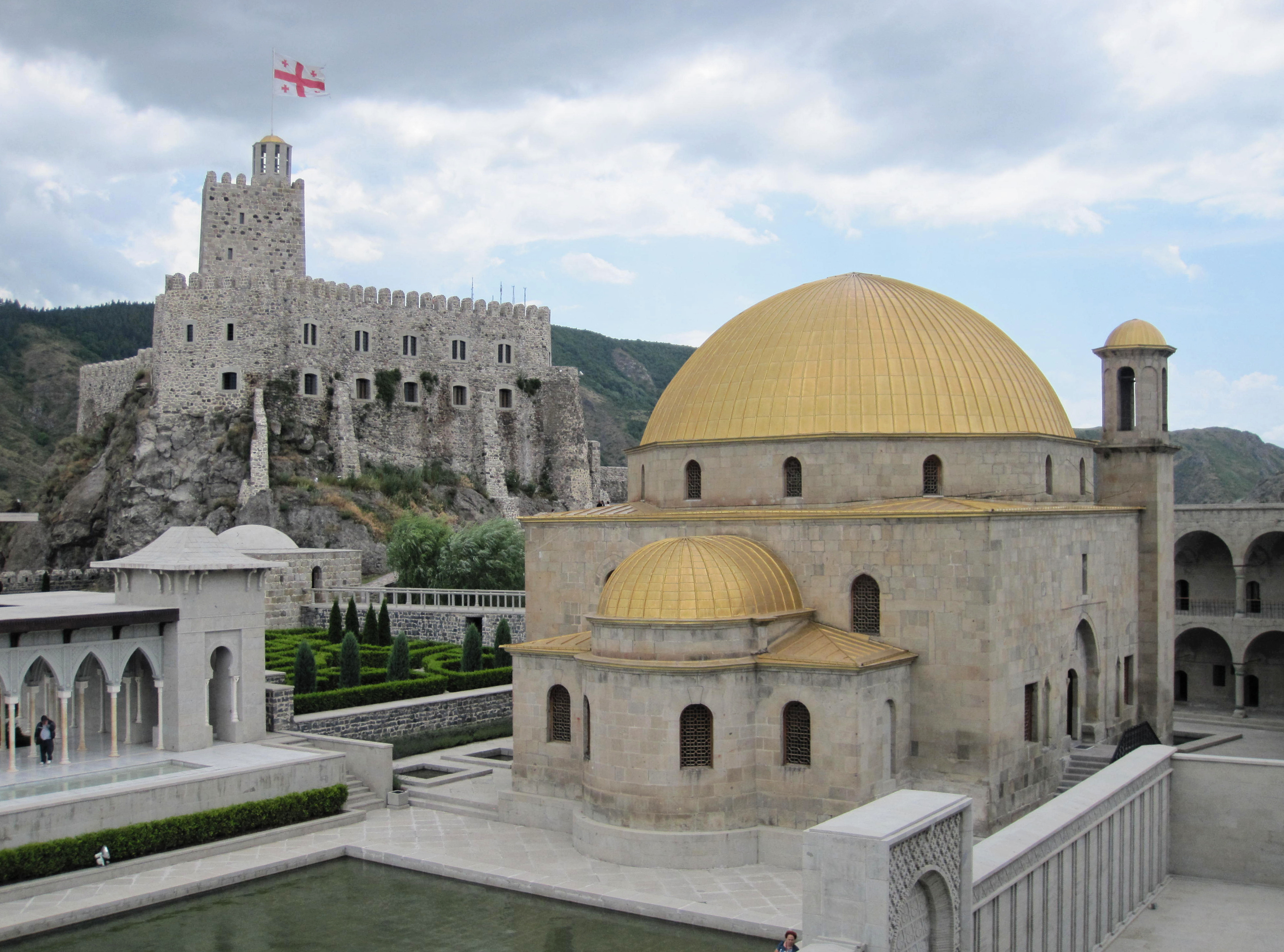
De moskee met het kasteel.

De belangrijkste bezienswaardigheid in Achaltsiche is het Rabatifort op een rots aan de westkant van de stad. Deze middeleeuwse burcht uit verschillende bouwperiodes werd in 2010-12 grondig gerestaureerd. Daarnaast zijn er verschillende Armeense kerken, twee synagogen (de oude synagoge werd in 2012 gerenoveerd), een grote joodse begraafplaats en zijn er verschillende moskeeën (ooit waren dat er 28). Een van deze moskeeën is goed bewaard gebleven in het fort. Het werd in de 19e eeuw omgebouwd tot een orthodoxe kerk en is verbonden met een instelling voor hoger onderwijs.

## Vervoer
De belangrijkste wegen door de stad zijn de Georgische routes van internationaal belang S8 en S11. De S8 verbindt centraal Georgië en Tbilisi met Turkije. De S11 begint in Achaltsiche en gaat via Achalkalaki en Ninotsminda naar Armenië. De Europese weg E692 valt samen met de S11 en het stukje S8 van Achaltsiche naar de Turkse grensovergang bij Vale. Deze grensovergang ligt in de gemeente Adigeni.    
Het oostelijk uiteinde van de nationale route Sh1 ligt net buiten Achaltsiche. Deze regionale hoofdroute van "nationaal belang" verbindt Achaltsiche met Batoemi via de 2.027 meter hoge Goderdzi-pas. In de late Sovjetperiode was deze weg onderdeel van de A306, een nationale Sovjethoofdroute. 
In Achaltsiche is sinds eind jaren 1940 een spoorwegstation, maar sinds 2013 rijden er geen passagierstreinen meer over het traject Bordzjomi - Achaltsiche - Vale.

## Stedenbanden
Achaltsiche heeft stedenbanden met:
- Ardahan (Turkije)[21]

## Sport
De voetbalclub FK Mescheti Achaltsiche had haar thuisbasis in het lokale Micheil Iadzestadion. Sinds 2019 speelt FK Samtsche Achaltsiche in het stadion.

## Geboren
- Hovhannes Kadzjaznoeni (1868–1938), de eerste leider van de Republiek Armenië (1918-1920).
- Vardges Soerenjants (1860-1921), kunstschilder, illustrator en decorontwerper.
- Vahram Gajfetsjan (1879-1960), kunstschilder, kunstcriticus en decorontwerper.
- Krikor Agagianian (1895-1971), geestelijke van de Armeens-Katholieke Kerk.